# Айричай (приток Гёйчая)
Айричай (азерб. Əyriçay) — река в Азербайджане, левый приток Гёйчая. Протекает по территории Исмаиллинского района. Длина реки — 36 км, площадь бассейна — 427 км².

## Описание
Исток Айричая расположен на Ниялдагском хребте. Река питается в основном подземными и дождевыми водами. Главный приток — Ахохчай. Вода реки используется для орошения, часть воды собирается каналом в водохранилища Ашыгбайрамлы и Йекяхана.

## Этимология
Название состоит из слов «айри» (азерб. اكری) — кривой и «чай» (азерб. چای) — река, и означает «кривая, извилистая река».